# Маджиди, Маджид
Маджид Маджиди (перс. مجید مجیدی‎; родился 17 апреля 1959 в шахрестане Талеш) — иранский кинорежиссёр, сценарист и актёр.

## Биография
Маджид Маджиди родился и вырос в Хаштпаре, в семье, относящейся к среднему классу. С 14 лет он начал участвовать в любительских театральных постановках, затем обучался в Тегеранском институте драматического искусства. В начале 1980-х годов Маджиди дебютировал в качестве киноактёра, известность получил благодаря своим ролям в лентах Мохсена Махмальбафа («Два незрячих глаза», «Убегая от зла к Богу», «Бойкот»). В это же время Маджиди и сам срежиссировал несколько фильмов, в основном короткометражных.
Широкая известность к Маджиди пришла в 1990-х годах. Многие фильмы, которые он снял, получали, либо были номинированы на различные международные кинопремии.

## Избранная фильмография
- 1992 — «Бадук»
- 1996 — «Отец»
- 1997 — «Дети небес» (номинация на кинопремию «Оскар» в категории «Лучший фильм на иностранном языке» в 1998 году[3])
- 1999 — «Цвет рая» (главный приз Монреальского кинофестиваля 1999 года)
- 2001 — «Дождь» (главный приз Монреальского кинофестиваля 2001 года[4])
- 2002 — «Босиком в Герат»
- 2003 — «Олимпиада в лагере»
- 2005 — «Ива/Еще одна жизнь»
- 2008 — «Песня воробьёв»
- 2015 — «Мухаммед — посланник Всевышнего»